# Hamdi
Hamdi (arabisch حمدي, DMG Ḥamdī) ist ein männlicher Vorname arabischer Herkunft, der in der Türkei, in Albanien, im Kosovo und im arabischen Sprachraum sowie als Familienname vorkommt.

## Namensträger

### Osmanische Zeit
- Hasan Beyzâde, genannt Hamdi († 1636/37), osmanischer Chronist und Beamter
- Osman Hamdi Bey (1842–1910), türkischer Maler, Museumsgründer und Archäologe
- Hamdi Çami (1861–1927), osmanischer Offizier und türkischer Politiker albanischer Herkunft

### Vorname
- Ahmet Hamdi Boyacıoğlu (1920–1998), hoher türkischer Jurist
- Hamdi Dhouibi (* 1982), tunesischer Zehnkämpfer
- Hamdi Döker (* 1956), türkischstämmiger österreichischer Filmproduzent
- Hamdi Kasraoui (* 1983), tunesischer Fußballspieler
- Hamdi Salihi (* 1984), albanischer Fußballspieler
- Hamdi Şensoy (1925–2018), türkischer Architekt
- Ahmet Hamdi Tanpınar (1901–1962), türkischer Schriftsteller und Hochschullehrer
- Mahmoud Hamdy Zakzouk (1933–2020), ägyptischer Theologe und Politiker

### Familienname
- Ahmed Hamdi Pascha (1826–1885), osmanischer Staatsmann
- Baligh Hamdi (1932–1993), ägyptischer Komponist
- Ibrahim al-Hamdi (1943–1977), nordjemenitischer Politiker
- Hanan Hamdi (* 1991), deutsche Sängerin und Rapperin, siehe Namika
- Hanna Hamdi (* 1995), tunesisch-deutsche Fußballspielerin
- Mahamat Hamdi (* 1997), katarischer Hochspringer
- Mongi Hamdi (* 1959), tunesischer Diplomat und ehemaliger Außenminister Tunesiens
- Moreldin Mohamed Hamdi (* 1943), sudanesischer Sprinter
- Soukaina Hamdi, marokkanische Fußballschiedsrichterassistentin
- Tahrir Hamdi, jordanische Literaturwissenschaftlerin des Postkolonialismus